# Johann Stephan Anton Diemel

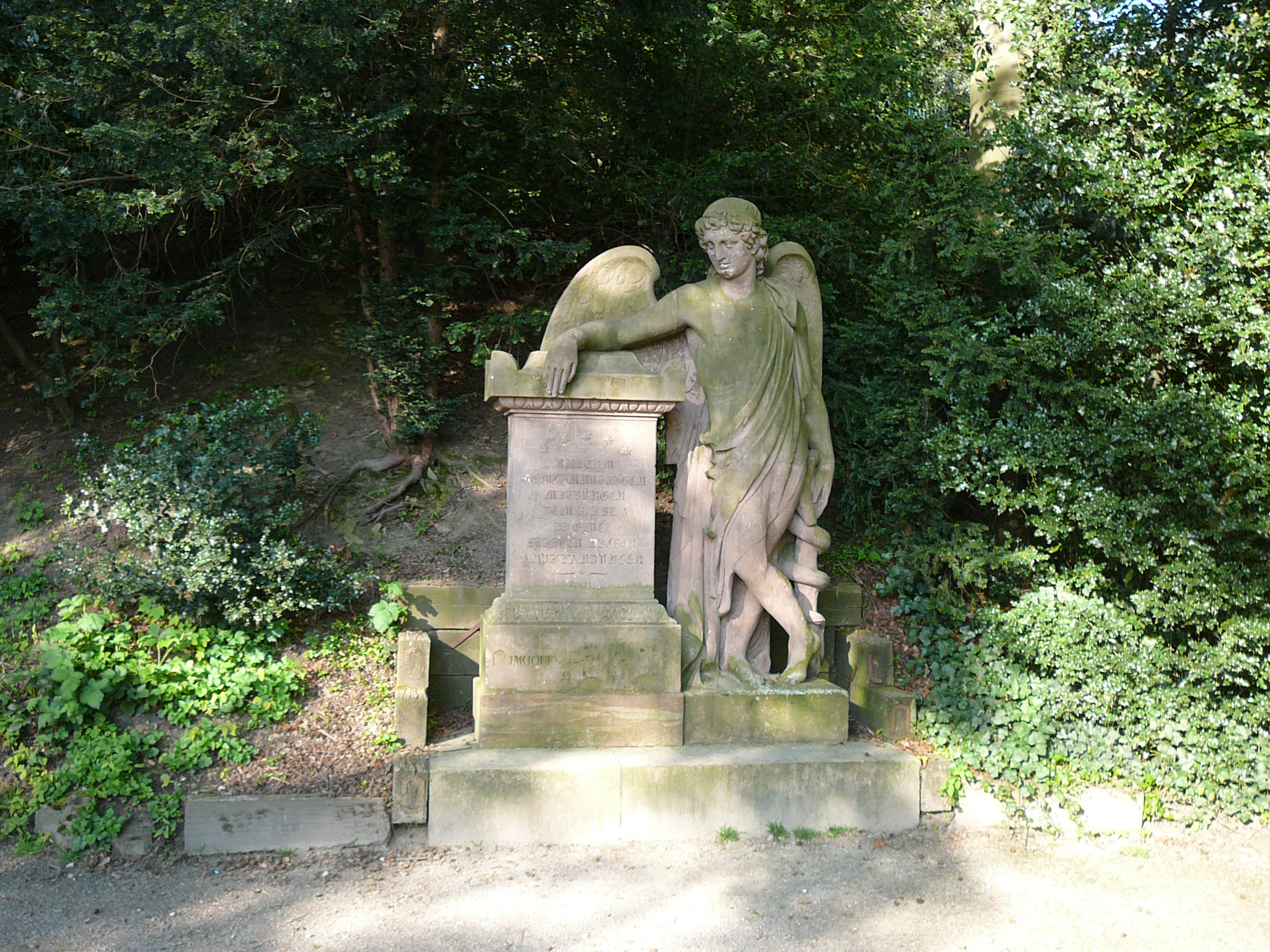
Diemel-Denkmal auf der Hardt

Johann Stephan Anton Diemel (* 6. Dezember 1763 in Soest; † 31. März 1821 in Elberfeld (heute Stadtteil von Wuppertal)) war ein Wundarzt und naturwissenschaftlicher und sozialpolitischer Schriftsteller.
Angeblich studierte er in Duisburg – wofür es keine Belege gibt –, erwarb aber keinen akademischen Grad, bis ihm 1817 seitens der Universität Heidelberg die philosophische Ehrendoktorwürde verliehen wurde.
Johann Stephan Anton Diemel wurde zum Pionier der „Grünpolitik“ in Elberfeld und darüber hinaus, indem er sich für die Einrichtung von Grünanlagen einsetzte, die nach dem Verständnis der Zeit der Erholung, dem Vergnügen und der Bildung der Bevölkerung dienen sollten. Zusammen mit einer Anzahl weiterer Bürger, die seine Bestrebungen unterstützten, initiierte Diemel 1807 die Anlage des Landschaftsparks „Hardt“ in Elberfeld. Damit gilt er als Gründer einer der ersten, wenn nicht sogar der ersten öffentlichen Parkanlage in Deutschland. Diese bot nun auch der Arbeiterschaft die Möglichkeit, sich an der im wörtlichen Sinne „frischen Luft“ von den stickigen Arbeitsbedingungen im engen Tal der Wupper zu Zeiten der Frühindustrialisierung zu erholen.
Nach seinem Tode 1821 wurde Johann Stephan Anton Diemel für seine Verdienste um das Gemeinwesen mit einem Denkmal auf der Hardt geehrt, das bei dem bekannten Kölner Bildhauer Peter Joseph Imhoff in Auftrag gegeben und 1824 eingeweiht wurde. Es ist im zeitgemäßen klassizistischen Stil errichtet und zeigt einen geflügelten Genius, der sich mit seinem rechten Arm, der einen Lorbeerkranz hält, auf einer Stele abstützt, die folgenden Text trägt: „Unserm gemeinnützigen Mitbürger, dem Dr. J. St. A. Diemel, Stifter dieser Anpflanzungen“. Das Denkmal gehört zu den ältesten erhaltenen Bürger-Denkmalen im Rheinland.